# サッカーチレント代表
サッカーチレント代表（サッカーチレントだいひょう）は、チレントサッカー協会により編成されるイタリア・チレントのサッカーのナショナル選抜チームである。チレント代表は国ではなく地域代表のため、FIFA及び、UEFAに加盟していない。よって、ワールドカップ、EUROに参加できず、他のチームとの対戦も、国際Aマッチとは認められない。
NF-Boardの暫定会員に加盟しているが、2014年1月現在、ナショナルチームとの対外試合を1戦も行っていない。